# Michael Larrabee
Pour les articles homonymes, voir Larrabee (homonymie).
Michael Denny « Mike » Larrabee (né le 2 décembre 1933 à Los Angeles et mort le 22 avril 2003 à Santa Maria) est un athlète américain, vainqueur de deux médailles d'or aux Jeux olympiques d'été de 1964 sur 400 m et en relais 4 × 400 m.

## Biographie
Né à Ventura en Californie, Larrabee était un jeune talent de l'athlétisme dans le milieu des années 1950. En 1952, ses performances lui permirent d'entrer à l'université du Sud de la Californie. Il y obtint un diplôme de géologue. Une série de blessures pénalisa sa carrière de coureur jusqu'à ce qu'il adopte un nouvel entraînement lorsqu'il approcha de la trentaine. Cela l'aida à produire sa meilleure saison en 1964.
Il a remporté son seul titre AAU sur 400 m. Puis il remporta les sélections américaines pour les jeux de Tokyo en égalant le record du monde avec 44 s 9.
En finale des jeux, Larrabee était en cinquième place puis dépassa tous ses concurrents pour remporter le titre en 45 s 1. Larrabee participa également comme deuxième relayeur à la victoire américaine en relais 4 × 400 m.
Après les jeux de Tokyo, Larrabee travailla comme professeur de mathématiques et tint un magasin de sport avec son frère en étant représentant aux États-Unis des chaussures Adidas.
Larrabee est resté actif bien après sa carrière sportive. Après qu'il apprit être atteint d'un cancer du pancréas avancé qui ne lui laissait plus que quelques semaines à vivre, il continua à profiter de la vie pendant deux ans. Mike Larrabee est décédé chez lui à Santa Maria en Californie à l'âge de 69 ans.

## Palmarès
| Date | Compétition     | Lieu  | Résultat | Épreuve   |
| ---- | --------------- | ----- | -------- | --------- |
| 1964 | Jeux olympiques | Tokyo | 1er      | 400 m     |
| 1964 | Jeux olympiques | Tokyo | 1er      | 4 × 400 m |

## Records
- record du monde du 400 m en 44 s 9 en 1964 à Los Angeles (il égalait le record du monde codétenu par Otis Davis, Carl Kaufmann et Adolph Plummer, qui sera battu en 1966 par Wendell Mottley).
- record du monde en relais 4 × 400 en 3 min 00 s 7 avec Ollan Cassell, Ulis Williams et Henry Carr le 21 octobre 1964 à Tokyo (amélioration du record détenu par un autre relais américain composé de Earl Young, Glenn Davis, Jack Yerman et Otis Davis et qui sera battu en 1966 par le relais américain composé de Tommie Smith, Theron Lewis, Lee Evans et Robert Frey).